# Colonisation suédoise des Amériques

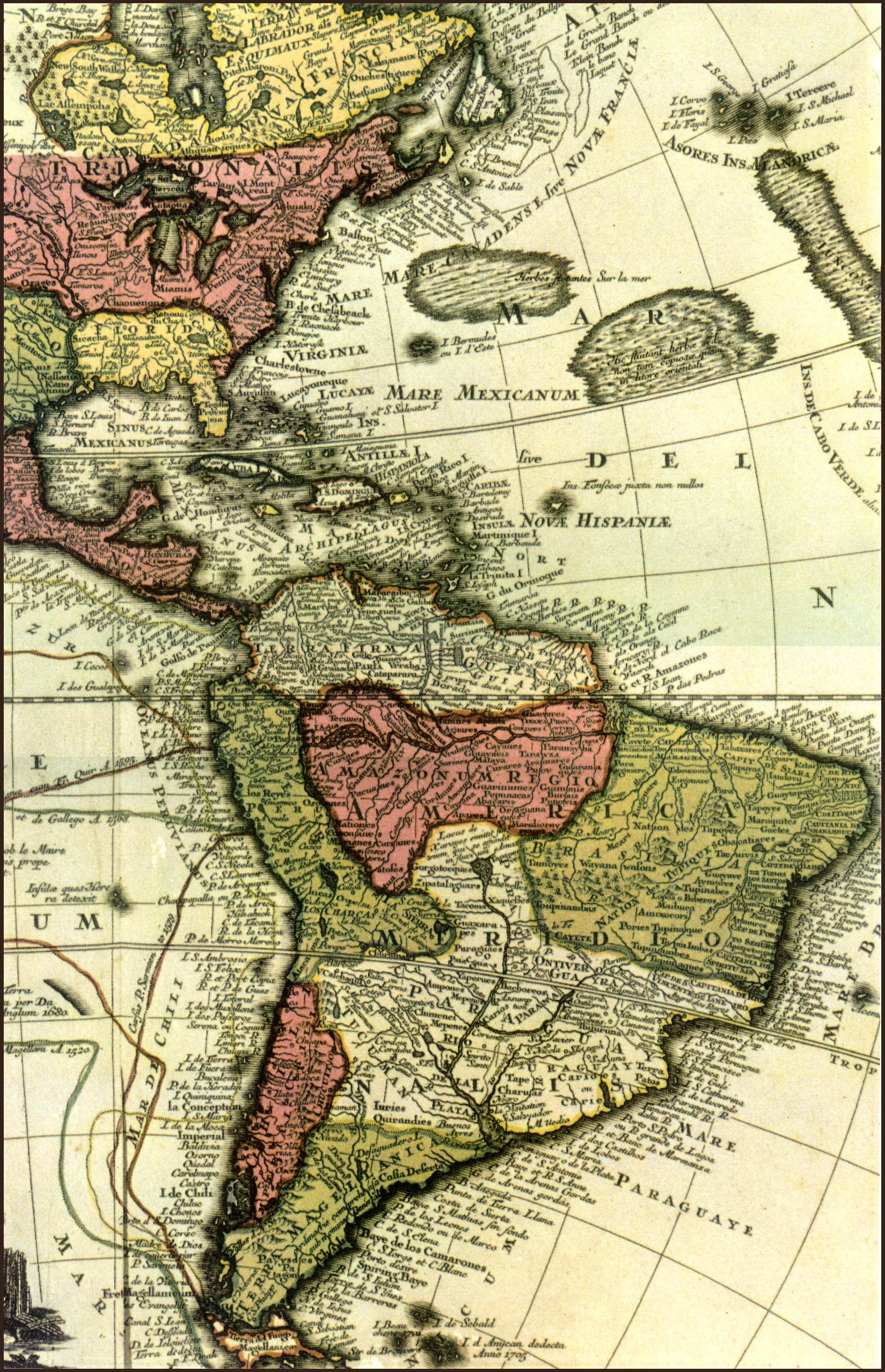
Carte de l'Amérique du Nord au XVIIIe siècle.

La colonisation suédoise des Amériques inclut une colonie nord-américaine, appelée la Nouvelle Suède, pendant le XVIIe siècle, et deux possessions aux Antilles pendant les XVIIIe et XIXe siècles.
Jusqu'en 1809, la Finlande est partie intégrante de la Suède, et donc ses habitants ont également la permission de s'installer en tant que colons dans les territoires suédois. En fait, une grande partie des colons vient de Finlande actuelle ou des régions suédoises où la langue finnoise est parlée. Les colons finnois viennent en particulier des régions de la Savonie et du Kainuu (Cajanie), où le système d'agriculture sur brûlis se pratique : ils sont donc habitués aux façons de vie communes parmi des colons en Amérique.
Les colons suédois apportent la conception de la cabane de bois en Amérique du Nord, où elle va devenir l'habitation typique des pionniers.

## Amérique du Nord
La colonie de la Nouvelle-Suède est fondée en 1638, dans une région située selon les rives du fleuve Delaware dans les actuels États américains de Pennsylvanie, Delaware, New Jersey et Maryland, par des colons embarqués par la Compagnie du Sud (1624-1680) de Willem Usselincx. 
Fort Christina (1638) est situé près de Wilmington (Delaware).
Les villes fondées par les colons suédois incluent la Nouvelle-Stockholm (actuellement Bridgeport) et Swedesboro. En 1655, la Nouvelle-Suède est conquise par les néerlandais, qui la considèrent comme une menace à leur colonie de la Nouvelle-Néerlande.

## Antilles
En 1784, le roi de France Louis XVI vend l'île de Saint-Barthélemy au roi Gustave III  de Suède contre un droit d'entrepôt à Göteborg. En hommage à celui qui dispense les Saint-Barthélémiens d'impôts, le chef-lieu de l'île est renommé en Gustavia. Les Suédois transforment le carénage en port franc, libre d'entrée et sans aucun droit. Le 16 mars 1878, les Suédois revendent l'île à la France. 
De plus, l'île de la Guadeloupe est acquise par la Suède en 1813, pendant les guerres napoléoniennes. La France récupère l'île durant le congrès de Vienne l'année suivante.

## Migration en Amérique du Sud
Pendant les dernières décennies du XIXe siècle, la province de Misiones en Argentine reste peuplée par une vague des immigrés suédois.